# Thomás Thomópoulos
Thomás Thomópoulos, en grec moderne : Θωμάς Θωμόπουλος (1873 -1937) est un artiste peintre, un sculpteur grec et un professeur à l'école des beaux-arts d'Athènes.

## Biographie
Thomás Thomópoulos était d'origine chypriote. Il naît en 1873 à Smyrne. À l'âge de 4 ans, il quitte Smyrne pour Athènes en 1877. Il étudie à l'école des arts. Ses professeurs sont Geórgios Vroútos (el), pour la sculpture, et Nikifóros Lýtras, pour la peinture. En 1897, il reçoit les prix Thomaïdio et Chrysovérgio. Il poursuit ses études à l'Académie des Beaux-Arts de Munich, puis se rend à Florence, Naples et Rome, pour finir en 1900 à Athènes, où il devient professeur de sculpture à l'École des Beaux-Arts.
Avec d'autres artistes, il joue un rôle important dans la reconnaissance et la vie artistique de Yannoulis Halepas, au milieu des années 1920. Sa plus grande innovation a été, à partir de 1900, la création de sculptures en couleurs.
Il meurt en 1937 à Athènes. 

## Galerie

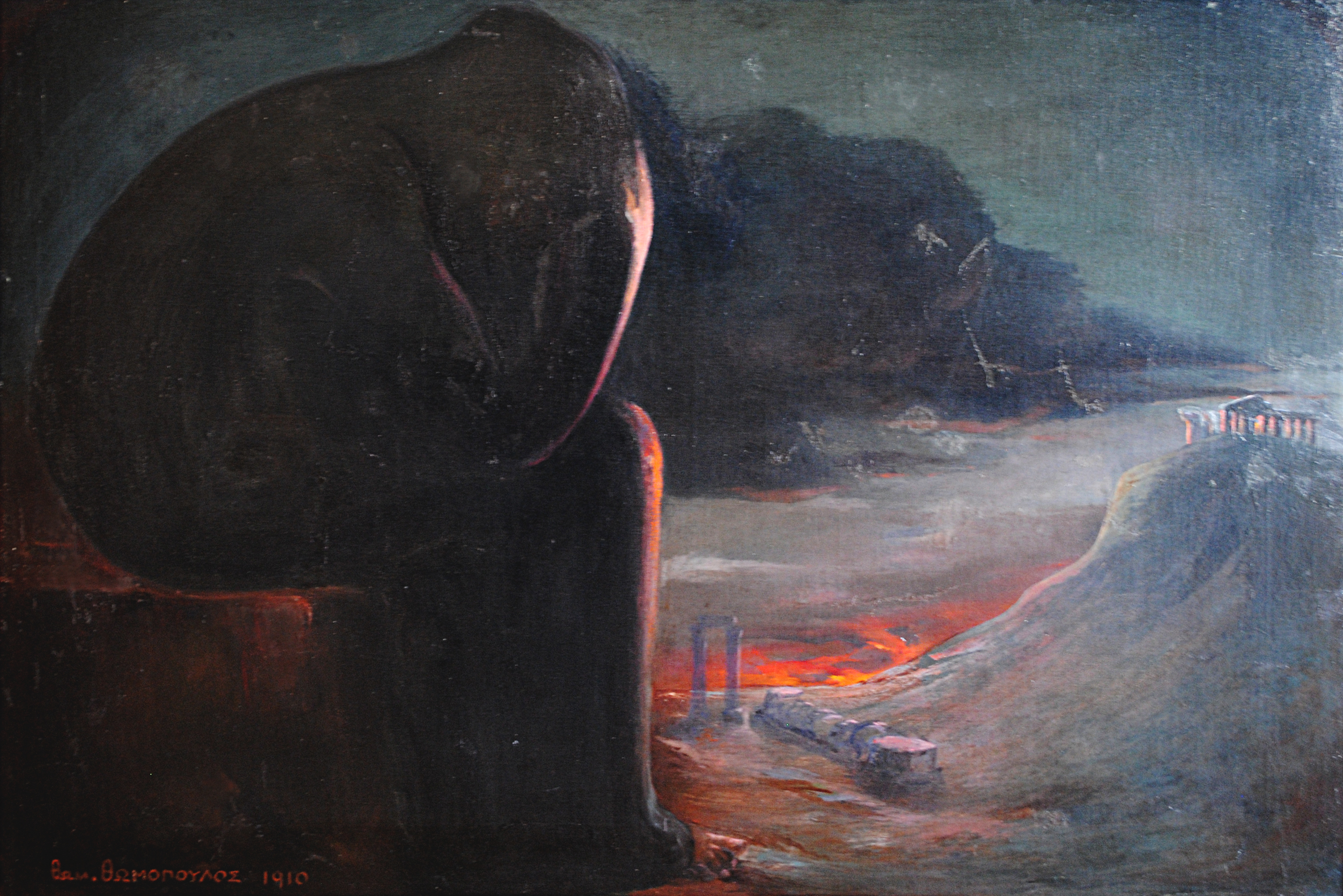
Gloires du passé, peinture à l'huile sur toile, 80 x 115 cm, collection privée.
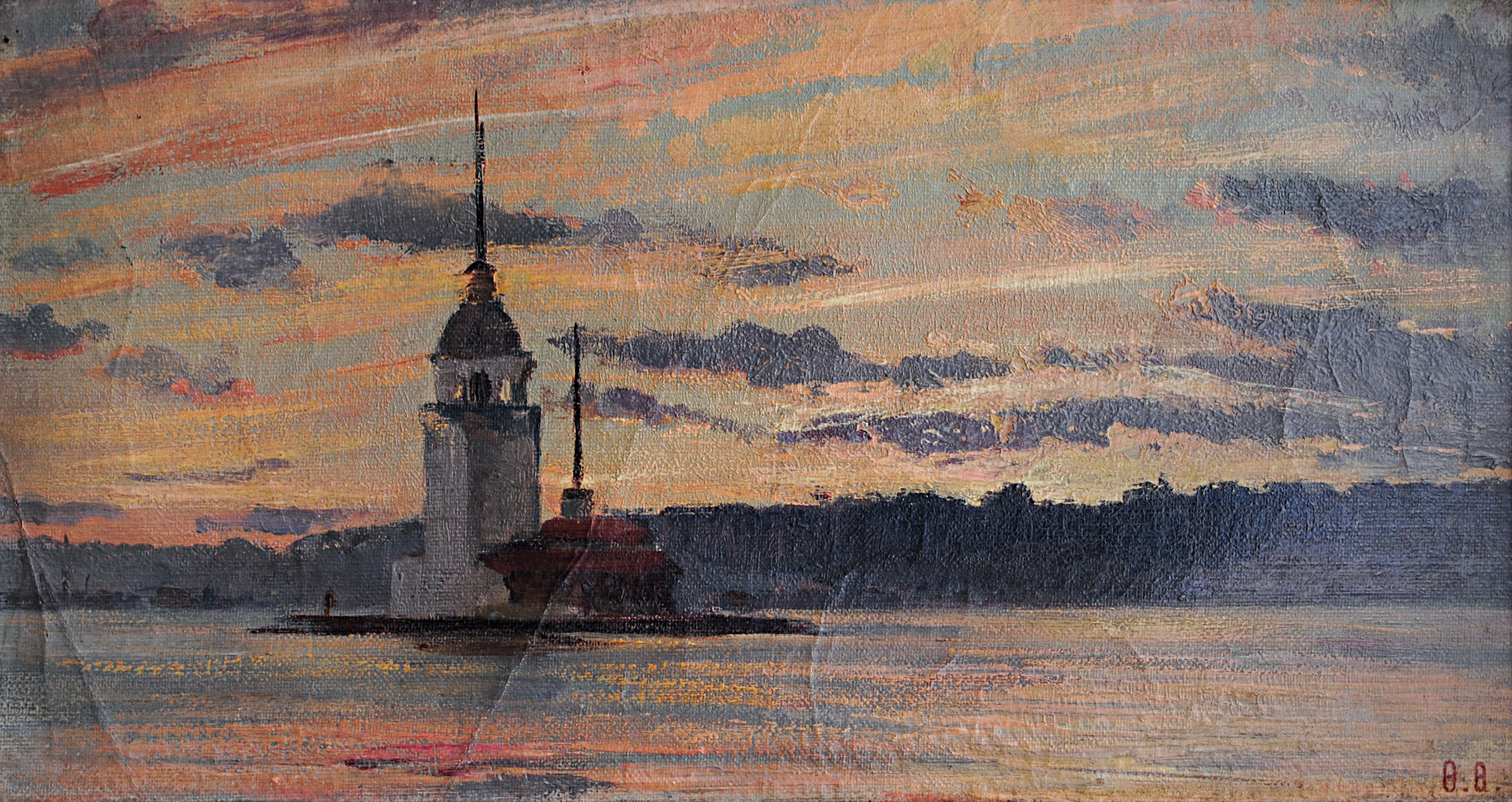
La tour de Léandre à Istanbul.
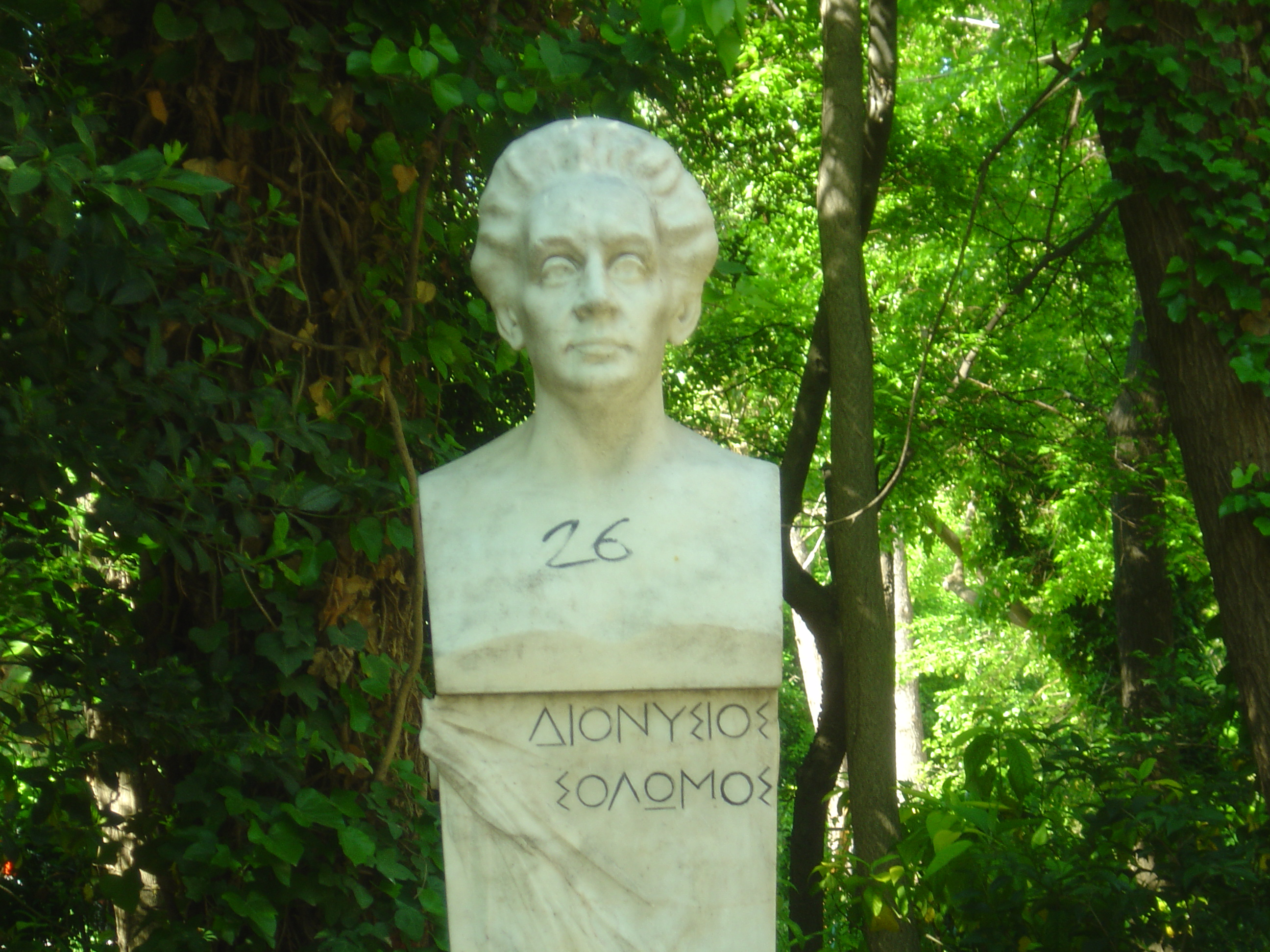
Dionýsios Solomós.